# Campionat internacional d'esgrima de 1921
El Campionat internacional d'esgrima de 1921 fou la primera edició de la competició que en l'actualitat es coneix com a Campionat del Món d'esgrima i es va celebrar a París. Organitzat per la Federació Internacional d'Esgrima, tots els participants eren europeus. El 1937 la competició va ser rebatejada oficialment com a Campionat del Món. El campionat de 1921 fou reconegut retroactivament com la primera competició mundial d'esgrima.

## Resultats
| Proves           | Or            | Plata            | Bronze                 |
| Espasa           |               |                  |                        |
| Homes individual | Lucien Gaudin | Gaston Cornereau | Henri Wijnoldy-Daniëls |

## Medaller
| Posició | País          | Or | Plata | Bronze | Total |
| 1       | França        | 1  | 1     | 0      | 2     |
| 2       | Països Baixos | 0  | 0     | 1      | 1     |
| TOTAL   | TOTAL         | 1  | 1     | 1      | 3     |